# Воєнні злочини в Сумській області під час російсько-української війни

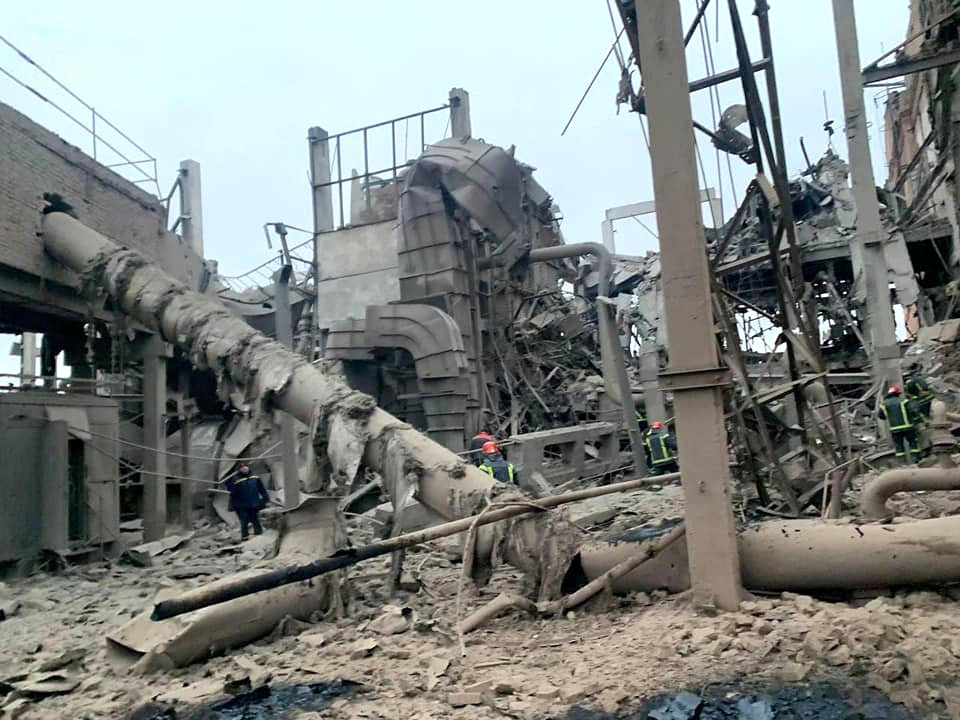
Руїни ТЕЦ у місті Охтирка після обстрілу росіянами

Під час російського вторгнення у Сумській області були скоєні воєєні злочини.

## Загальні звіти
| Період        | Вибухи | Загиблі | Поранені |
| ------------- | ------ | --- | -------- |
| Березень 2024 | 8166   | 8 - Сумська — 5 - Великописарівська — 3 | 66       |
| Квітень 2024  | 4376   | 5 - Білопільська — 3 - Краснопільська — 2 | 32       |
| Травень 2024  | 5761   | 6 - Краснопільська — 3 - Есманьська — 2 - Сумська — 1                                                                                          | 17       |
| Червень 2024  | 2796   | 2 - Середино-Будська, Шосткинська | 12       |
| Липень 2024   | 3381   | 4 - Глухівська — 2 - Білопільська, Великописарівська — по 1                                                                                    | 21       |
| Серпень 2024  | 6736   | 16 - Есманьська — 4 - Юнаківська — 3 - Краснопільська, Свеська — по 2 - Бездрицька, Білопільська, Великописарівська, Сумська, Хотінська — по 1 | 100      |
| Вересень 2024 | 5442   | 23 - Сумська — 13 - Краснопільська, Ямпільська — по 3 - Верхньосироватська, Миропільська, Новослобідська, Юнаківська — по 1                    | 138      |
| Жовтень 2024  | 4351   | 8 - Есманьська — 3 - Сумська — 3 - Хотінська — 1 - Шалигинська — 1                                                                             | 32       |
| Листопад 2024 | 3941   | 30 - Сумська — 16 (більшість 17 листопада) - Глухівська — 12 - Свеська, Ямпільська — по 1                                                      | 139      |
| Грудень 2024  | 3484   | 1 - Краснопільська | 3        |
| Січень 2025   | 3528   | 12 - Сумська — 11 (більшість 30 січня) - Великописарівська — 1                                                                                 | 53       |
| Лютий 2025    | 4866   | 7 - Краснопільська — 3 - Миропільська — 2 - Великописарівська, Сумська — по 1                                                                  | 47       |
| Березень 2025 | 6927   | 14 - Краснопільська — 7 - Миропільська, Середино-Будська, Сумська — по 2 - Великописарівська — 1                                               | 148      |

## Перебіг подій

#### Під час окупації частини Сумщини
Обстріли житлової забудови
місто Охтирка:
25 лютого російськими окупантами було здійснено ракетний удар реактивною системою залпового вогню БМ-27 «Ураган» по житловому масиву «Дачний» в районі дитячого садочка «Сонечко», в результаті якого загинули діти. Ракетний удар нанесено ракетами з касетною головною частиною, по цивільним об'єктам і інфраструктурі. На думку Amnesty International цей випадок із застосуванням касетних боєприпасів є воєнним злочином. 26 лютого, стався удар по території 91-го інженерного полку внаслідок якого постраждав житловий масив «Дачний» та прилеглий приватний сектор. За попередніми даними удар нанесено із застосуванням вакуумного боєприпасу. 28 лютого посол України в США Оксана Маркарова заявила, що російські війська застосували в Охтирці вакуумну бомбу. Згідно докладу Human Rights Watch від 1 лютого 2000 року, РФ використовувала вакуумні боєприпаси під час другої російської-чеченської війни і хоча такі боєприпаси не заборонені міжнародним гуманітарним правом, їх широка зона ураження означає, що війська не повинні застосовувати таку зброю поблизу чи в населених пунктах. Маркарова заявила, що застосування вакуумної бомби є порушенням Женевських конвенцій, а президент України Володимир Зеленський заявив, що це була цілеспрямована атака на житлові райони. 13 березня внаслідок нічного авіабомбардування Охтирки загинуло щонайменше троє мирних мешканців міста.
місто Суми:
7 березня за повідомленнями Голови Сумської обласної державної адміністрації, після 23 години російські літаки скинули авіабомби на житлові квартали. За даними ДСНС внаслідок авіаудару загинули 22 людини, серед них троє дітей. За процесуального керівництва Окружної прокуратури міста Суми, розпочато кримінальне провадження за фактом порушення законів та звичаїв війни (ч. 2 ст. 438 КК України). 8 березня російська авіабомба вбила всю сім'ю із шести осіб 16-річного чемпіона України із самбо у Сумах. В ніч з 9 на 10 березня російська ворожа авіація скинула 5 бомб на територію дитячого оздоровчого комплексу «Зоряний». Одна бомба влучила безпосередньо в житловий корпус: половина будинку знищена, в іншій половині вціліли лише стіни. 17 березня під час нічних нальотів на Суми, російська авіація розкидала протипіхотні міни ПФМ-1 (ПФМ-1С).

#### Насильство, викрадення і вбивства цивільних
6 березня за інформацією Голови Сумської обласної державної адміністрації Дмитра Живицького, в одному з сіл Тростянецької громади російська армія створила «живий щит» із місцевих жителів для охорони розгорнутої зенітно-ракетної системи С-300. 19 березня у Тростянці російські військові обстріляли подружжя пенсіонерів, які їхали на велосипедах до лікарні. 59-річна жінка загинула, її чоловік отримав поранення. 22 березня стало відомо що російські окупанти у Тростянці на Сумщині вбили цивільну жінку, яка просто пересувалася містом на велосипеді. 24 березня російські військові розстріляли на власному подвір'ї двох пенсіонерів із села Великий Самбір.
Обстріл лікарні у Тростянці 23 березня 2022
23 березня 2022 року два російські танки прямим наведенням обстріляли місцеву лікарню. 27 липня 2023 прокуратура організувала передачу Збройним силам України танка Т-80, який є речовим доказом у кримінальній справі про обстріл росіянами Тростянецької лікарні.

#### Після звільнення
Наслідки окупації
У Тростянці, який 26 березня звільнили від російських загарбників, українські захисники виявили тіло чоловіка, якого закатували окупанти. 30 березня у цьому ж місті було виявлено два зв'язані тіла мирних жителів із вогнепальними пораненнями.
4 квітня стало відомо про трьох знайдених закатованих людей у Конотопському районі. Станом на 5 квітня у Сумській області знайдено понад 100 тіл загиблих мирних мешканців, у понад 40 з них — ознаки катувань і сліди тортур. 6 квітня у Боромлі на знайшли закатованих людей, у одного з чоловіків — зав'язане обличчя та зв'язані руки, на тілі — рвані рани.
Ракетні удари та обстріли
23 квітня 2022 року російські окупанти обстріляли психоневрологічний інтернат в селі Атинське та житлові будинків у селі Бояро-Лежачі.
8 травня росіяни здійснили ракетний обстріл житлових будинків у Шосткинському районі, також пошкоджено єврейське кладовище у Глухові. 12 травня окупанти обстріляли з артилерії Білопільську громаду унаслідок чого загинула людина й пошкоджено житлові будинки. 17 травня було завдано ракетного удару пʼятьма ракетами по цивільних об'єктах Охтирки. 25 травня ворог випустив з літака чотири ракети по одному з населених пунктів Краснопільської територіальної громади, пошкоджено декілька житлових будинків. 28 травня внаслідок обстрілу некерованими ракетами прикордонних населених пунктів, поранено жінку, пошкоджено церкву та дитсадок.
2 червня росіяни нанесли 3 ракетні удари по території Краснопільської громади, у результаті чого щонайменше 3 людей отримали поранення, зруйновані житлові будинки. 15 червня одна людина загинула від ракетного обстрілу житлових будинків на околицях Глухова. 16 червня росіянами було завдано ракетних авіаударів по житловій забудові, відомо про 4 загиблих та 6 поранених.
15 червня 2023 року на території Середино-Будської територіальної громади під обстріл потрапив легковий автомобіль, в якому перебувало шестеро працівників лісового господарства, всі загинули.
13 квітня 2025 року російська армія скоїла черговий воєнний злочин в м. Суми. Російські загарбники вдарили двома балістичними ракетами типу Іскандер-М/KN-23 по центру міста. Внаслідок ракетного удару загинуло 32 особи, з них дві дитини. Також постраждали 84 особи, з них 10 дітей. За повідомленням начальника ГУР Міністерства оборони України Кирила Буданова, злочинний удар завдали російські розрахунки 112-ї та 448-ї ракетних бригад з території Воронєжської (н. п. Ліскі) та Курської (н. п. Лєженькі) областей держави-агресора відповідно.

## Типи злочинів

### Замінування території
15 червня 2022 року стало відомо що троє людей загинули внаслідок підриву автомобіля на російській міні. 2 жовтня того ж року одна людина загинула і двоє потрапило у лікарню внаслідок наїзду на міну працівниками АТ «Укртелеком» у Тростянці.